# Festival Internacional de Cine de Venecia de 1982
La 39.ª Mostra de Venecia se celebró del 28 de agosto al 2 de septiembre de 1982.

## Jurado
Estos fueron los jueces de esta edición de 1982
- Marcel Carné (France) (Presidente)[4]
- Luis García Berlanga
- Mario Monicelli
- Gillo Pontecorvo
- Valerio Zurlini
- Satyajit Ray
- Andrei Tarkovsky

## Películas

### Selección oficial

#### En Competición
Las películas siguientes compitieron para el León de Oro:
| Título en español                         | Título original                           | Director(es)             | País         |
| ----------------------------------------- | ----------------------------------------- | ------------------------ | ------------ |
| La inquietud                              | Die Beunruhigung                          | Lothar Warneke           | RFA          |
| Hermano mayor                             | Le grand frère                            | Francis Girod            | Francia      |
| Golpear al corazón                        | Colpire al cuore                          | Gianni Amelio            | Italia       |
| El planeta azul                           | Il pianeta azzurro                        | Franco Piavoli           | Italia       |
| Sciopèn                                   | Sciopèn                                   | Luciano Odorisio         | Italia       |
| Grihajuddha                               | Grihajuddha                               | Buddhadev Dasgupta       | India        |
| To fragma                                 | To fragma                                 | Dimitris Makris          | Grecia       |
| El contrato del dibujante                 | The Draughtsman's Contract                | Peter Greenaway          | Reino Unido  |
| Hadduta Misriya                           | Hadduta Misriya                           | Youssef Chahine          | Egipto       |
| Estoy en crisis                           | Estoy en crisis                           | Fernando Colomo          | España       |
| Gli occhi, la bocca                       | Gli occhi, la bocca                       | Marco Bellocchio         | Italia       |
| El vuelo del águila                       | Ingenjör Andrées luftfärd                 | Jan Troell               | Suecia       |
| A Estrangeira                             | A Estrangeira                             | João Mário Grilo         | Portugal     |
| La buena boda                             | Le Beau Mariage                           | Éric Rohmer              | Francia      |
| Il buon soldato                           | Il buon soldato                           | Franco Brusati           | Francia      |
| Grog                                      | Grog                                      | Francesco Laudadio       | Italia       |
| Guernica                                  | Guernica                                  | Ferenc Kósa              | RFA          |
| Hero                                      | Hero                                      | Barney Platts-Mills      | Reino Unido  |
| The Hes Case                              | De smaak van water                        | Orlow Seunke             | Países Bajos |
| Imperativo                                | Imperativ                                 | Krzysztof Zanussi        | Polonia      |
| Last Five Days                            | Fünf letzte Tage                          | Percy Adlon              | RFA          |
| Vida privada                              | Chastnaya zhizn                           | Yuli Raizman             | URSS         |
| Querelle                                  | Querelle                                  | Rainer Werner Fassbinder | Francia      |
| Qu'est-ce qu'on attend pour être heureux! | Qu'est-ce qu'on attend pour être heureux! | Coline Serreau           | Francia      |
| El estado de las cosas                    | Der Stand der Dinge                       | Wim Wenders              | RFA          |
| La tempestad                              | Tempest                                   | Paul Mazursky            | EE. UU.      |
| La trucha                                 | La Truite                                 | Joseph Losey             | Francia      |
| Golos                                     | Golos                                     | Ilya Averbakh            | URSS         |

### Fuera de concurso
Las películas siguientes fueron seleccionadas para ser exhibidas como fuera de concurso:
| Título en español                        | Título original                | Director(es) | País   |
| ---------------------------------------- | ------------------------------ | ------------ | ------ |
| Blade runner                             | Blade runner                   | Ridley Scott | EE.UU. |
| Agonía: La vida y muerte de Rasputín     | Agoniya                        | Elem Klimov  | URSS   |
| La comedia sexual de una noche de verano | A Midsummer Night's Sex Comedy | Woody Allen  | EE.UU. |

### Mezzogiorno-Mezzanotte
Una sección volcada en películas espectaculares (En busca del arca perdida y E.T.), remakes (Vertigo, Leave Her to Heaven) o excentricidades.
| Título en español                                          | Título original                                           | Director(es)                          | Año  |
| ---------------------------------------------------------- | --------------------------------------------------------- | ------------------------------------- | ---- |
| 36 Chowringhee Lane                                        | 36 Chowringhee Lane                                       | Aparna Sen                            | 1981 |
| Ana                                                        | Ana                                                       | Margarida Cordeiro, António Reis      | 1982 |
| Vuelve a la tienda de baratijas, Jimmy Dean                | Come Back to the 5 and Dime, Jimmy Dean, Jimmy Dean       | Robert Altman                         | 1982 |
| La ansiedad de Veronika Voss                               | Die Sehnsucht der Veronika Voss                           | Rainer Werner Fassbinder              | 1982 |
| De padre a hijo                                            | Di padre in figlio                                        | Vittorio Gassman, Alessandro Gassmann | 1982 |
| East 103rd Street                                          | East 103rd Street                                         | Chris Menges                          | 1981 |
| E.T. el extraterrestre                                     | E.T. The Extra-Terrestrial                                | Steve Spielberg                       | 1982 |
| Gasoline                                                   | Gasoline                                                  | Piero Bargellini                      | 1970 |
| Gestures and Fragments: An Essay on the Military and Power | Gestos e Fragmentos                                       | Alberto Seixas Santos                 | 1982 |
| La puerta del cielo                                        | Heaven's Gate                                             | Michael Cimino                        | 1980 |
| El techo de la ballena                                     | Het dak van de Walvis                                     | Raoul Ruiz                            | 1982 |
| Kagerô-za                                                  | Kagerô-za                                                 | Seijun Suzuki                         | 1981 |
| La notte dell'ultimo giorno                                | La notte dell'ultimo giorno                               | Adimaro Sala                          | 1973 |
| Le Pont du Nord                                            | Le Pont du Nord                                           | Jacques Rivette                       | 1982 |
| Les sacrifiés                                              | Les sacrifiés                                             | Jacques Rivette                       | 1982 |
| Let's Spend the Night Together                             | Let's Spend the Night Together                            | Hal Ashby                             | 1982 |
| Carta a Freddy Buache                                      | Lettre à Freddy Buache                                    | Jean-Luc Godard                       | 1981 |
| Naissance                                                  | Naissance                                                 | Robert Kramer                         | 1981 |
| Poltergeist                                                | Poltergeist                                               | Tobe Hooper                           | 1982 |
| Sadgati                                                    | Sadgati                                                   | Satyajit Ray                          | 1981 |
| El muchacho                                                | Shonen                                                    | Nagisa Ôshima                         | 1969 |
| The Spirit Moves: A History of Black Social Dance on Film  | The Spirit Moves: A History of Black Social Dance on Film | Mura Dehn                             | 1982 |
| Toute une nuit                                             | Toute une nuit                                            | Chantal Akerman                       | 1982 |
| Une villa aux environs de New York                         | Une villa aux environs de New York                        | Benoît Jacquot                        | 1982 |
| ¿Víctor o Victoria?                                        | Víctor o Victoria                                         | Blake Edwards                         | 1982 |
| Los valientes                                              | Zhong lie tu                                              | King Hu                               | 1975 |

### Venezia De Sica
| Título original                  | Director(es)       |
| -------------------------------- | ------------------ |
| Canto d'amore                    | Elda Tattoli       |
| Core mio                         | Stefano Calanchi   |
| Domani si balla!                 | Maurizio Nichetti  |
| Ehrengard                        | Emidio Greco       |
| Giocare d'azzardo                | Cinzia Th. Torrini |
| Il matrimonio di Caterina        | Luigi Comencini    |
| Io so che tu sai che io so       | Muzzi Loffredo     |
| La voce                          | Brunello Rondi     |
| Madonna che silenzio c'è stasera | Maurizio Ponzi     |
| Malamore                         | Eriprando Visconti |
| Morte in Vaticano                | Marcello Aliprandi |
| Oltre la porta                   | Liliana Cavani     |
| Sconcerto Rock                   | Luciano Manuzzi    |
| Storia d'amore e d'amicizia      | Franco Rossi       |

## Retrospectivas
En esta edición, se proyectaron las 100 películas más representativas que han pasado por la Mostra de Venecia en sus 50 años de vida.

## Premios

### Premios oficiales[9]
- León de Oro: El estado de las cosas de Wim Wenders
- León de Plata - Gran Premio del Jurado: Imperativo de Krzysztof Zanussi
- León de Plata a la mejor ópera prima: 
  - Sciopèn de Luciano Odorisio
  - The Hes Case de Orlow Seunke
- León de Oro a la trayectoria: Marcel Carné, Alessandro Blasetti, Luis Buñuel, Frank Capra, George Cukor, Jean-Luc Godard, Sergei Yutkevich, Alexander Kluge, Akira Kurosawa, Michael Powell, Satyajit Ray, King Vidor y Cesare Zavattini.

### Premios paralelos
- Premio FIPRESCI:[10]
  - Agonía: La vida y muerte de Rasputín de Elem Klimov
  - El estado de las cosas de Wim Wenders
- Premio OCIC 
  - Last Five Days de Percy Adlon
  - Mención Honorable - Imperativo de Krzysztof Zanussi
- Premio UNICEF 
  - The Hes Case de Orlow Seunke
- Premio Pasinetti 
  - Mejor película - Imperativo de Krzysztof Zanussi
  - Mejor actor - Max von Sydow por El vuelo del águila
  - Major actriz - Susan Sarandon por Tempest
- Premio Pietro Bianchi: Renato Castellani
- Mejor colaboración artística: Mikhail Ulyanov por Vida privada
- Golden Phoenix
  - Mejor Actor - Robert Powell por Imperativo
  - Mejor actriz - Béatrice Romand por La buena boda